# 램지-캐스-코프만스 모형
램지-캐스-코프만스 모형(영어: Ramsey–Cass–Koopmans model, 램지 성장 모형(Ramsey growth model) 또는 신고전파 성장 모형(neoclassical growth model)으로도 알려져 있음)은 신고전파 경제학에서 시간에 따른 경제성장의 역동성을 설명하는 기초적인 모형이다. 이 모형은 프랭크 P. 램지의 선구적인 연구(1928)를 바탕으로 하며, 1960년대에 데이비드 캐스와 찰링 코프만스가 이를 확장했다.
이 모형은 일정한 저축률을 가정하는 대신, 소비 행동의 명시적인 미시적 기초를 통해 저축률을 내생화함으로써 솔로–스완 모형을 확장한다. 이는 대표 경제 주체가 무한한 시간 범위에 걸쳐 효용을 극대화하기 위해 소비를 선택하는 방식에서 도출된다. 이러한 접근 방식은 장기적인 정상 상태로의 전환에서 더 풍부한 동적 구조를 가져오며, 파레토 최적 결과를 산출한다.
램지는 원래 이 모형을 세대 간 총소비를 극대화하는 사회 계획가 문제로 공식화했으며, 이후 캐스와 코프만스가 대표 경제 주체와 경쟁 시장을 가진 분권화된 경제로 재구성했다. 이 모형은 단기적인 경기순환 변동보다는 장기적인 성장 추세를 설명하기 위해 고안되었으며, 시장 불완전성, 이질적인 경제 주체, 외생적 충격과 같은 요소는 포함하지 않는다. 실물적 경기순환이론과 같은 후기 발전은 정부 지출, 고용 변동 및 기타 충격을 허용하도록 모형의 구조를 확장했다.

## 수학적 설명

### 모형 설정
일반적인 설정에서 시간은 연속적이며, 단순화를 위해 {\displaystyle t=0}에서 시작하여 영원히 지속된다. 가정에 따라 유일한 생산 요소는 자본 {\displaystyle K}와 노동 {\displaystyle L}이며, 둘 다 비음이어야 한다. 전체 인구를 구성하는 노동력은 일정한 비율 {\displaystyle n}으로 증가한다고 가정한다. 즉, {\displaystyle {\dot {L}}={\tfrac {\mathrm {d} L}{\mathrm {d} t}}=nL}이며, 이는 {\displaystyle t=0}에서 초기 수준 {\displaystyle L_{0}>0}을 가지고 {\displaystyle L=L_{0}e^{nt}}임을 의미한다. 마지막으로, 총생산을 {\displaystyle Y}로, 총소비를 {\displaystyle C}로 나타낸다.
램지-캐스-코프만스 모형이 궁극적으로 설명하려는 변수는 1인당 (또는 더 정확하게는 노동력당) 소비: {\displaystyle c={\frac {C}{L}}} 및 자본집약도:{\displaystyle k={\frac {K}{L}}}이다. 이는 뉴턴의 표기법에서 {\displaystyle {\dot {K}}={\tfrac {\mathrm {d} K}{\mathrm {d} t}}}로 표현되는 자본 축적을 소비 {\displaystyle C}와 연결하여 소비-투자 상충 관계를 설명한다. 구체적으로, 기존 자본 스톡은 감가상각률 {\displaystyle \delta }(상수라고 가정)만큼 감소하므로, 현재 기간 생산량 {\displaystyle Y}의 투자를 필요로 한다. 따라서, {\displaystyle {\dot {K}}=Y-\delta K-cL}
생산 요소와 총생산 간의 관계는 총생산 함수, {\displaystyle Y=F(K,L)}로 설명된다. 일반적으로 사용되는 함수는 콥-더글러스 생산함수 {\displaystyle F(K,L)=AK^{1-\alpha }L^{\alpha }}이지만, 일반적으로 이나다 조건을 만족하는 모든 생산 함수가 허용된다. 중요한 것은 {\displaystyle F}가 1차 동차 함수여야 한다는 것인데, 이는 경제적으로 규모에 대한 수익 불변을 의미한다. 이 가정을 통해 총생산을 1인당 생산량으로 재표현할 수 있다. {\displaystyle F(K,L)=L\cdot F\left({\frac {K}{L}},1\right)=L\cdot f(k)} 예를 들어, {\displaystyle A=1,\alpha =0.5}인 콥-더글러스 생산 함수를 사용하면 {\displaystyle f(k)=k^{0.5}}이다.
램지-캐스-코프만스 모형의 첫 번째 핵심 방정식을 얻기 위해, 자본 스톡의 동적 방정식을 1인당 생산량으로 표현해야 한다. {\displaystyle {\tfrac {\mathrm {d} }{\mathrm {d} t}}\left({\tfrac {K}{L}}\right)}에 대한 몫 규칙을 이용하면, 다음과 같다.
{\displaystyle {\dot {k}}=f(k)-(n+\delta )k-c}
이는 솔로–스완 모형과 유사한 비선형 미분 방정식이지만, 모형의 미시적 기초를 반영하여 내생적인 소비 {\displaystyle c}를 포함한다.

### 복지 극대화
소비가 어떻게 분배되는지에 대한 문제를 무시한다면, 효용 {\displaystyle U}의 비율은 총소비의 함수이다. 즉, {\displaystyle U=U(C,t)}이다. 무한대 문제를 피하기 위해, 미래 효용을 지수 할인하여 할인율 {\displaystyle \rho \in (0,\infty )}로 할인한다. 높은 {\displaystyle \rho }는 높은 시간선호를 반영한다.
사회 계획가의 문제는 사회 후생 함수를 극대화하는 것이다. {\displaystyle U_{0}=\int _{0}^{\infty }e^{-\rho t}U(C,t)\,\mathrm {d} t} 경제는 불변의 효용 함수 {\displaystyle u(c)}를 가진 동일한 불멸의 개인들(즉, 대표 경제 주체)로 구성되어 있다고 가정한다. 따라서 총 효용은 다음과 같다. {\displaystyle U(C,t)=Lu(c)=L_{0}e^{nt}u(c)} 효용 함수는 {\displaystyle c}에 대해 엄격하게 증가하고(즉, 블리스 포인트가 없음) 오목하며, {\displaystyle \lim _{c\to 0}u_{c}=\infty }를 만족한다고 가정한다. 여기서 {\displaystyle u_{c}}는 소비의 한계효용 {\displaystyle {\tfrac {\partial u}{\partial c}}}이다. 따라서 사회 계획가의 문제는 다음과 같다.
{\displaystyle \max _{c}\int _{0}^{\infty }e^{-(\rho -n)t}u(c)\,\mathrm {d} t}
{\displaystyle {\text{subject to}}\quad c=f(k)-(n+\delta )k-{\dot {k}}}
초기 비영 자본 스톡 {\displaystyle k(0)=k_{0}>0}이 주어졌을 때. 적분이 잘 정의되도록 {\displaystyle \rho >n}을 부과한다.

### 해법
일반적으로 해밀턴 함수를 사용하여 얻어지는 이 해법은 소비의 최적 진화를 설명하는 미분 방정식이다.
{\displaystyle {\dot {c}}=\sigma (c)\left[f_{k}(k)-\delta -\rho \right]\cdot c}
이것이 케인스-램지 규칙이다.
{\displaystyle f_{k}(k)-\delta -\rho } 항은 {\displaystyle f_{k}=\partial _{k}f}가 자본의 한계 생산물인 경우, 자본 감가상각과 시간 할인을 고려한 순투자에 대한 한계 수익을 반영한다.
여기서 {\displaystyle \sigma (c)}는 기간간 대체 탄력성 (EIS)으로, 다음과 같이 정의된다. {\displaystyle \sigma (c)=-{\frac {u_{c}(c)}{c\cdot u_{cc}(c)}}=-{\frac {d\ln c}{d\ln(u'(c))}}} 이것은 공식적으로 상대적 위험 회피의 역수와 동일하다. 이 양은 효용 함수의 곡률을 반영하며, 대표 경제 주체가 시간에 걸쳐 소비 평활화를 얼마나 원하는지를 나타낸다. 경제 주체의 상대적 위험 회피가 높으면 EIS가 낮아 시간에 걸쳐 소비를 평활화하려는 의지가 더 강해진다.
{\displaystyle u}는 엄격하게 단조롭게 증가하고 오목하다고 가정하는 경우가 많으므로 {\displaystyle \sigma >0}이다. 특히 효용이 로그 형태이면 상수가 된다. {\displaystyle u(c)=u_{0}\ln c\implies \sigma (c)=1} 램지 규칙을 다음과 같이 재작성할 수 있다. {\displaystyle \underbrace {{\frac {d}{dt}}\ln c} _{\text{consumption delay rate}}=\underbrace {\sigma (c)} _{{\text{EIS at current consumption level}}\quad }\underbrace {[f_{k}(k)-\delta -\rho ]} _{\text{marginal return on net investment}}} 여기서 {\displaystyle {\frac {d}{dt}}\ln c}를 "소비 지연율"로 해석하는데, 이는 현재 소비가 미래 소비를 위해 얼마나 연기되는지를 나타낸다. 값이 높을수록 경제 주체가 오늘 소비하기보다는 저축을 우선시하여 소비를 나중으로 미룬다는 의미이다.

### 위상 공간에서의 그래픽 분석

램지 모형의 위상 다이어그램. 의 경우이며, 이다.

램지 모형의 위상 공간 그래프(또는 위상 다이어그램). 파란색 선은 모형에 존재하는 모든 제약 조건을 만족하는 경제의 동적 조정(또는 안장) 경로를 나타낸다. 이는 동적 시스템의 안정적인 경로이다. 빨간색 선은 횡단성 조건에 의해 배제되는 동적 경로를 나타낸다.

{\displaystyle k}와 {\displaystyle c}에 대한 두 개의 연결된 미분 방정식은 램지-캐스-코프만스 동역학계를 형성한다.
{\displaystyle {\begin{cases}{\dot {k}}=f(k)-(n+\delta )k-c\\{\dot {c}}=\sigma (c)\left[f_{k}(k)-\delta -\rho \right]\cdot c\end{cases}}}
시스템의 정상 상태 {\displaystyle (k^{\ast },c^{\ast })}는 {\displaystyle {\dot {k}}}와 {\displaystyle {\dot {c}}}를 0으로 설정하여 찾는다. 세 가지 해법이 있다.
{\displaystyle f_{k}\left(k^{\ast }\right)=\delta +\rho \quad {\text{and}}\quad c^{\ast }=f\left(k^{\ast }\right)-(n+\delta )k^{\ast }}
{\displaystyle (0,0)}
{\displaystyle f(k^{*})=(n+\delta )k^{*}{\text{ with }}k^{*}>0,c^{*}=0}
첫 번째는 상위 사분면 내부에 있는 유일한 해법이다. 이는 안장점이다(아래 참조). 두 번째는 발산점이다. 세 번째는 퇴화된 안정 평형이다. 기본적으로 첫 번째 해법을 의미하지만, 다른 두 해법도 중요하게 고려해야 한다.
모든 최적 궤적은 동역학계를 따라야 한다. 그러나 변수 {\displaystyle c}는 통제변인이므로, 각 자본 집약도 {\displaystyle k}에서 해당 최적 궤적을 찾으려면 시작 소비율 {\displaystyle c(0)}을 찾아야 한다. 결국 최적 궤적은 내부 평형점으로 수렴하는 유일한 궤적이다. 다른 궤적은 {\displaystyle k^{*}>0,c^{*}=0}인 모든 저축 평형으로 수렴하거나, {\displaystyle k\to 0,c\to \infty }로 발산하여 경제가 유한한 시간 내에 모든 자본을 소모하게 된다. 둘 다 내부 평형점으로 향하는 궤적보다 전체 효용이 낮다.
해법 {\displaystyle (k^{\ast },c^{\ast })}의 안정성에 대한 정성적 진술은 1차 테일러 다항식에 의한 선형화를 필요로 한다.
{\displaystyle {\begin{bmatrix}{\dot {k}}\\{\dot {c}}\end{bmatrix}}\approx \mathbf {J} (k^{\ast },c^{\ast }){\begin{bmatrix}(k-k^{\ast })\\(c-c^{\ast })\end{bmatrix}}}
여기서 {\displaystyle \mathbf {J} (k^{\ast },c^{\ast })}는 정상 상태에서 평가된 야코비 행렬이다. 다음과 같이 주어진다.
{\displaystyle \mathbf {J} \left(k^{\ast },c^{\ast }\right)={\begin{bmatrix}\rho -n&-1\\{\frac {1}{\sigma }}f_{kk}(k)\cdot c^{\ast }&0\end{bmatrix}}}
이는 {\displaystyle c^{*}>0}이고, {\displaystyle \sigma }는 가정에 의해 양수이며, {\displaystyle f}는 오목하므로(이나다 조건) {\displaystyle f_{kk}<0}이기 때문에 행렬식 {\displaystyle \left|\mathbf {J} \left(k^{\ast },c^{\ast }\right)\right|={\frac {1}{\sigma }}f_{kk}(k)\cdot c^{\ast }<0}을 갖는다. 행렬식이 고윳값의 곱과 같으므로, 고윳값은 실수이며 부호가 반대여야 한다.
따라서 안정 다양체 정리에 의해, 평형은 안장점이며, 위상 다이어그램의 파란색 곡선으로 표시된 평형에 수렴하는 고유한 안정 팔, 즉 "안장 경로"가 존재한다.
시스템은 "안장 경로 안정"이라고 불리는데, 이는 모든 불안정한 궤적이 "폰지 사기 없음" 조건에 의해 배제되기 때문이다.
{\displaystyle \lim _{t\to \infty }k\cdot e^{-\int _{0}^{t}\left(f_{k}-n-\delta \right)\mathrm {d} s}\geq 0}
이는 자본 스톡의 현재가치가 음수일 수 없음을 의미한다.

## 역사
스피어와 영은 1950년대와 1960년대 최적 성장의 역사를 재조명하면서, 특히 캐스의 "자본 축적 집계 모형의 최적 성장"(1965년 경제학 연구 리뷰에 발표)과 찰링 코프만스의 "최적 경제 성장의 개념에 대하여"(1965년 로마 교황청 과학원에서 열린 계량 경제학 접근법 개발 계획 연구 주간에 발표)의 동시적이고 독립적인 발전 주장의 진실성에 초점을 맞췄다.
평생 동안 캐스나 코프만스 둘 다 단일 부문, 연속 시간 성장 모형에서 최적 성장을 특징짓는 자신들의 결과가 "동시적이고 독립적"이라는 것 외에 다른 어떤 것도 제안하지 않았다. 우선권 문제는 코프만스 저작의 출판된 버전에서 캐스의 논문(나중에 RES 논문이 됨)의 장을 인용했기 때문에 논의의 대상이 되었다. 코프만스는 그의 논문 각주에서 캐스가 자신이 발견한 것과 유사한 조건을 독립적으로 얻었다고 언급했다. 캐스 역시 그의 논문에서 할인율이 0으로 가는 극한 경우를 고려한다. 캐스는 "이 논문의 원본이 완성된 후 코프만스의 매우 유사한 분석이 우리에게 알려졌다. 우리는 유효 사회 할인율이 0으로 가는 극한 경우를 논의할 때 그의 결과를 활용한다"고 언급했다. 캐스가 거시경제학 역학 인터뷰에서 코프만스에게 프랭크 램지의 이전 작업을 알려준 공로를 돌리면서, 자신은 그것을 몰랐다는 것을 부끄러워했다고 주장했지만, 그의 작업과 코프만스의 작업이 독립적이었다는 기본적인 주장을 반박하는 말은 하지 않았다.
스피어와 영은 코프만스 논문의 이전에 간과되었던 작업 논문 버전을 바탕으로 이 역사에 이의를 제기한다. 이 작업 논문은 1963년 10월 교황청 과학원이 개최한 회의에서 코프만스의 자주 인용되는 발표의 기반이 되었다. 이 카울스 토론 논문에는 오류가 있다. 코프만스는 그의 주요 결과에서 오일러 방정식이 모형에서 최적 궤적을 특성화하는 데 필요하고 충분하다고 주장한다. 왜냐하면 최적 정상 상태로 수렴하지 않는 오일러 방정식의 모든 해법은 유한한 시간 내에 0 소비 또는 0 자본 경계에 도달할 것이기 때문이다. 이 오류는 바티칸 회의에서 발표되었지만, 당시 코프만스 발표 시 어떤 참가자도 이 문제에 대해 언급하지 않았다. 이는 바티칸 회의에서 각 논문 발표 후의 토론이 회의록에 그대로 실려 있기 때문에 추론할 수 있다.
에드몽 말랭보의 논문 발표 후 바티칸 회의록 토론에서, 말랭보가 그의 논문에 이른바 "횡단성 조건"(말랭보는 이것을 조건 I이라고 부름)을 명시적으로 포함했기 때문에 이 문제가 발생했다. 발표가 끝날 무렵, 코프만스는 말랭보에게 조건 I이 오일러 방정식의 해법 중에서 최적 정상 상태로 수렴하지 않는 해법이 유한한 시간 내에 경계에 도달하도록 보장하지 않느냐고 물었다. 말랭보는 그렇지 않다고 답하며, 로그 효용 함수와 콥-더글러스 생산 함수를 사용하는 예제를 검토할 것을 제안했다.
이 시점에서 코프만스는 문제에 직면했음을 인식한다. 그러나 바티칸 회의 이후 작성된 논문의 후기 버전에 있는 혼란스러운 부록을 바탕으로 보면, 그는 말랭보의 조건 I이 제기한 문제를 어떻게 다룰지 결정하지 못하는 것처럼 보인다.
캐스와의 거시경제학 역학 인터뷰에서 코프만스가 1964년 1월 계량경제학회 겨울 회의에서 캐스의 논문 지도 교수인 우자와 히로후미를 만났음이 분명하다. 이 자리에서 우자와는 코프만스에게 그의 학생 [캐스]가 이미 이 문제를 해결했다고 조언했다. 우자와는 코프만스에게 캐스의 논문 장을 복사본으로 제공했을 것이며, 코프만스는 이를 그의 논문 출판본에서 인용한 IMSSS 기술 보고서의 모습으로 보냈다. 여기서 "모습"이라는 단어가 적절한데, 코프만스의 인용문에 기재된 TR 번호는 보고서 발행일을 1950년대 초로 추정하게 하지만 실제로는 그렇지 않았다.
코프만스의 논문 출판본에서 그는 오일러 방정식 외에 새로운 조건 알파를 부과하며, 오일러 방정식을 만족하는 궤적 중 모델의 최적 정상 상태 균형으로 수렴하는 궤적만이 허용된다고 명시한다. 이 결과는 캐스의 논문에서 레프 폰트랴긴의 저서의 관련 섹션에서 캐스가 도출한 횡단성 조건을 부과함으로써 도출되었다. 스피어와 영은 코프만스가 말랭보나 캐스의 횡단성 기술을 "빌리는" 것처럼 보이지 않기 위해 이 경로를 택했을 것이라고 추측한다.
이러한 분석과 1950년대 말랭보의 기여, 특히 횡단성 조건의 중요성에 대한 그의 직관에 대한 다른 검토를 바탕으로, 스피어와 영은 신고전파 성장 모형이 기존의 램지-캐스-코프만스라는 명칭보다는 램지-말랭보-캐스 모형으로 불리는 것이 더 적절하다고 제안한다.

## 내용주
1. ↑  이 효율성 결과는 저축률의 내생성뿐만 아니라 무한한 계획 범위에도 달려 있다. 폴 새뮤얼슨이나 피터 다이아몬드와 같은 세대 중첩 모형에서는 세대 간 역학이 비효율성을 초래하므로 반드시 성립하지 않는다.
2. ↑  가정 {\displaystyle \lim _{c\to 0}u_{c}=\infty }는 분석에 중요하다. 만약 {\displaystyle u_{c}(0)<\infty }라면, 낮은 {\displaystyle k} 값에 대해 최적의 {\displaystyle c} 값은 0이므로, 만약 {\displaystyle k(0)}이 충분히 낮으면 {\displaystyle f_{k}-\delta -\rho >0}이더라도 {\displaystyle {\dot {c}}=0}인 초기 시간 간격이 존재한다. 참조 Nævdal, E. (2019). 《New Insights From The Canonical Ramsey–Cass–Koopmans Growth Model》. 《Macroeconomic Dynamics》 25. 1569–1577쪽. doi:10.1017/S1365100519000786. S2CID 214268940.
3. ↑  램지-캐스-코프만스 문제의 해밀턴 함수는
{\displaystyle H=e^{-\rho t}u(c)+\mu \left[f(k)-(n+\delta )k-c\right]}
여기서 {\displaystyle \mu }는 일반적으로 경제적으로 잠재 가격으로 해석되는 코스테이트 변수이다. {\displaystyle k}의 최종 값이 자유롭지만 음수일 수 없으므로, "상보적 슬랙성" 조건과 유사한 횡단성 조건 {\displaystyle \lim _{t\to \infty }\mu \cdot k=0}이 필요하다. 해밀턴 함수의 극대화를 위한 1차 조건을 통해 소비의 운동 방정식을 도출할 수 있다. 참조 Ferguson, Brian S.; Lim, G. C. (1998). 《Introduction to Dynamic Economic Models》. Manchester University Press. 174–175쪽. ISBN 978-0-7190-4997-2, 또는 Gandolfo, Giancarlo (1996). 《Economic Dynamics》 3판. Berlin: Springer. 381–384쪽. ISBN 978-3-540-60988-9.
4. ↑  이 문제는 고전적인 변분법 방법으로도 해결할 수 있다. 참조 Hadley, G.; Kemp, M. C. (1971). 《Variational Methods in Economics》. New York: Elsevier. 50–71쪽. ISBN 978-0-444-10097-9.
5. ↑  램지-캐스-코프만스 시스템의 야코비 행렬은
{\displaystyle \mathbf {J} \left(k,c\right)={\begin{bmatrix}{\frac {\partial {\dot {k}}}{\partial k}}&{\frac {\partial {\dot {k}}}{\partial c}}\\{\frac {\partial {\dot {c}}}{\partial k}}&{\frac {\partial {\dot {c}}}{\partial c}}\end{bmatrix}}={\begin{bmatrix}f_{k}(k)-(n+\delta )&-1\\{\frac {1}{\sigma }}f_{kk}(k)\cdot c&{\frac {1}{\sigma }}\left[f_{k}(k)-\delta -\rho \right]\end{bmatrix}}}
참고 Afonso, Oscar; Vasconcelos, Paulo B. (2016). 《Computational Economics : A Concise Introduction》. New York: Routledge. 163쪽. ISBN 978-1-138-85965-4.
6. ↑  "폰지 사기 없음" 조건은 해밀턴 함수의 횡단성 조건에서 파생될 수 있음을 보여줄 수 있다. 참조 Barro, Robert J.; Sala-i-Martin, Xavier (2004). 《Economic Growth》 Seco판. New York: McGraw-Hill. 91–92쪽. ISBN 978-0-262-02553-9.

## 더 읽어보기
- Acemoglu, Daron (2009). 〈The Neoclassical Growth Model〉. 《Introduction to Modern Economic Growth》. Princeton: Princeton University Press. 287–326쪽. ISBN 978-0-691-13292-1.
- Barro, Robert J.; Sala-i-Martin, Xavier (2004). 〈Growth Models with Consumer Optimization〉. 《Economic Growth》 Seco판. New York: McGraw-Hill. 85–142쪽. ISBN 978-0-262-02553-9.
- Bénassy, Jean-Pascal (2011). 〈The Ramsey Model〉. 《Macroeconomic Theory》. New York: Oxford University Press. 145–160쪽. ISBN 978-0-19-538771-1.
- Blanchard, Olivier Jean; Fischer, Stanley (1989). 〈Consumption and Investment: Basic Infinite Horizon Models〉. 《Lectures on Macroeconomics》. Cambridge: MIT Press. 37–89쪽. ISBN 978-0-262-02283-5.
- Miao, Jianjun (2014). 〈Neoclassical Growth Models〉. 《Economic Dynamics in Discrete Time》. Cambridge: MIT Press. 353–364쪽. ISBN 978-0-262-02761-8.
- Novales, Alfonso; Fernández, Esther; Ruíz, Jesús (2009). 〈Optimal Growth: Continuous Time Analysis〉. 《Economic Growth: Theory and Numerical Solution Methods》. Berlin: Springer. 101–154쪽. ISBN 978-3-540-68665-1.
- Romer, David (2011). 〈Infinite-Horizon and Overlapping-Generations Models〉. 《Advanced Macroeconomics》 Four판. New York: McGraw-Hill. 49–77쪽. ISBN 978-0-07-351137-5.